# Ateneu de Sabadell
L'Ateneu de Sabadell fou una organització social Sabadellenca establerta en un edifici que duu el mateix nom, ubicat a la plaça de Sant Roc de Sabadell, davant mateix de l''Ajuntament de Sabadell. Actualment l'edifici està catalogat com a bé cultural d'interès local, amb el codi 1476-I. Avui es troba reformat per al seu ús com a dependències municipals.

## Història
Hereu del Casino Obrer i del Casino Catalán Industrial, va obrir les portes el 1854, gràcies al recolzament de figures destacades de l'època com Víctor Balaguer, Madoz o Olózaga. Va obrir la primera biblioteca pública de Sabadell i va iniciar cursos de formació per a adults.

## Edifici

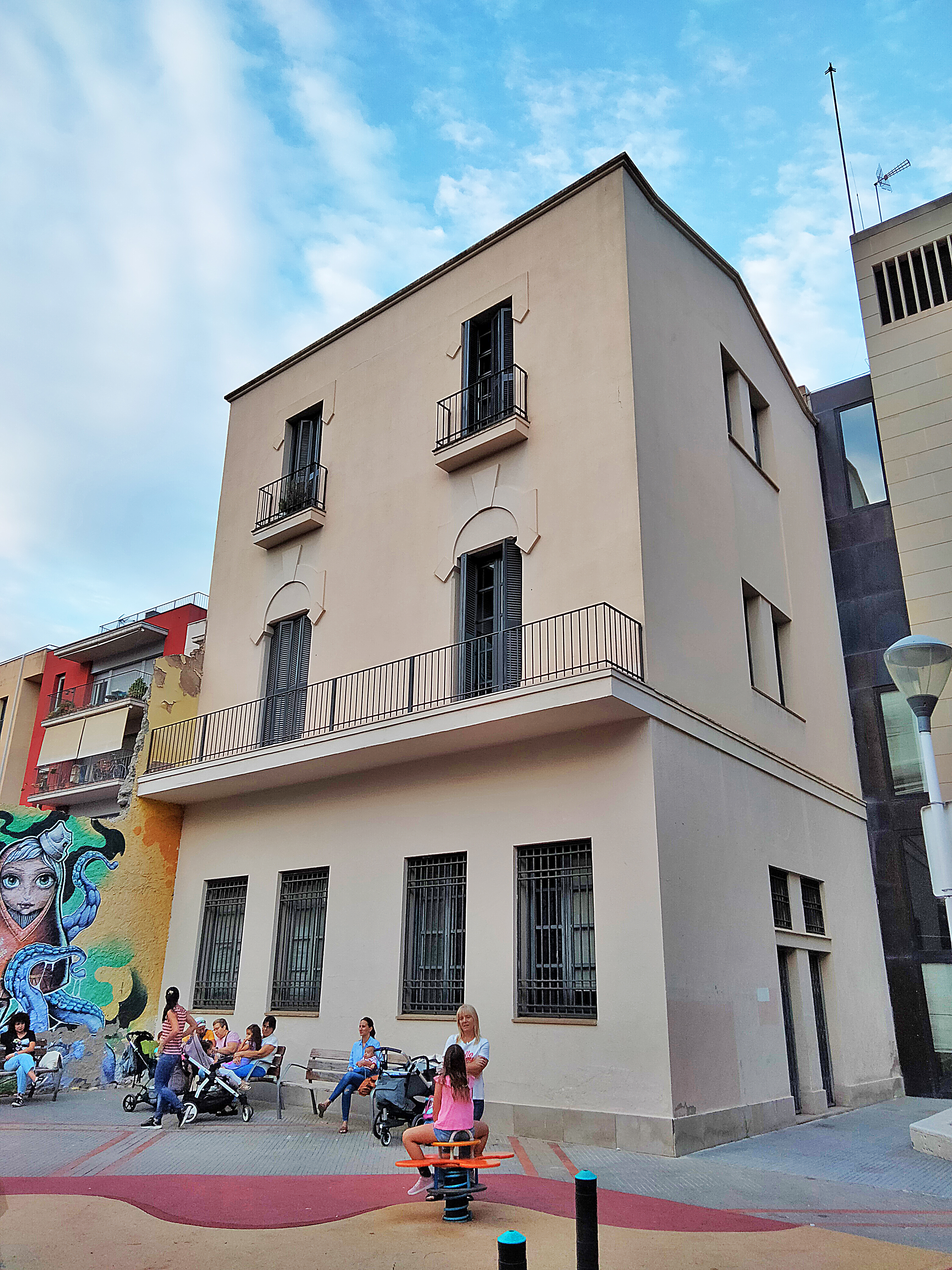
Façana posterior

Edifici entre mitgeres format per planta baixa i dos pisos. al primer pis hi ha una voluminosa balconada amb quatre obertures d'accés de forma rectangular i al segon, quatre petites finestres, les dues centrals més grans que les laterals i més aviat quadrades. El primer pis i el coronament estan decorats amb relleus de pedra, testes venerables i símbols de les arts i oficis. Hi ha també unes vidrieres amb les quatre barres i unes escultures. Les obertures de la planta baixa han estat remodelades i actualment són d'arc escarser. La façana posterior de l'edifici actualment dona a la plaça de Fidela Renom, amb accés des del carrer de l'advocat Cirera.